# Pyleniec pospolity
Pyleniec pospolity (Berteroa incana (L.) DC.) – gatunek rośliny należący do rodziny kapustowatych. Pierwotny zasięg gatunku obejmuje środkową i wschodnią Europę oraz Azję środkową. Jego granice są jednak różnie przedstawiane, a tym samym status na znacznych obszarach Europy, gdzie współcześnie występuje, jest niejasny. Według niektórych źródeł zachodnia i północna granica zasięgu w Europie sięga Austrii, Polski i Danii, według innych sięga do Francji i obejmuje niemal cały Półwysep Skandynawski. W Azji gatunek rośnie w strefie klimatu umiarkowanego, sięgając do Chin. Poza tym gatunek rozprzestrzeniony został w Europie Zachodniej i Ameryce Północnej. W Polsce gatunek jest pospolity na całym niżu, ale jego status jest niejasny. Niektóre źródła przedstawiają go jako gatunek obcy.

## Morfologia
ŁodygaWzniesiona, rozgałęziona, o wysokości 25–60 cm. Jest owłosiona szarymi, gwiazdkowatymi włoskami.
LiścieLancetowate, o zaostrzonych końcach i przeważnie z rzadka ząbkowane. Podobnie jak łodyga owłosione szarymi, gwiazdkowatymi włoskami.
KwiatyZebrane w gęste grono, białe, o głęboko rozciętych płatkach korony. Pręciki dwusilne, przy czym dłuższe są dołem oskrzydlone, zaś krótsze posiadają uszka.
OwoceBiało omszone łuszczynki o jajowatoeliptycznym kształcie.

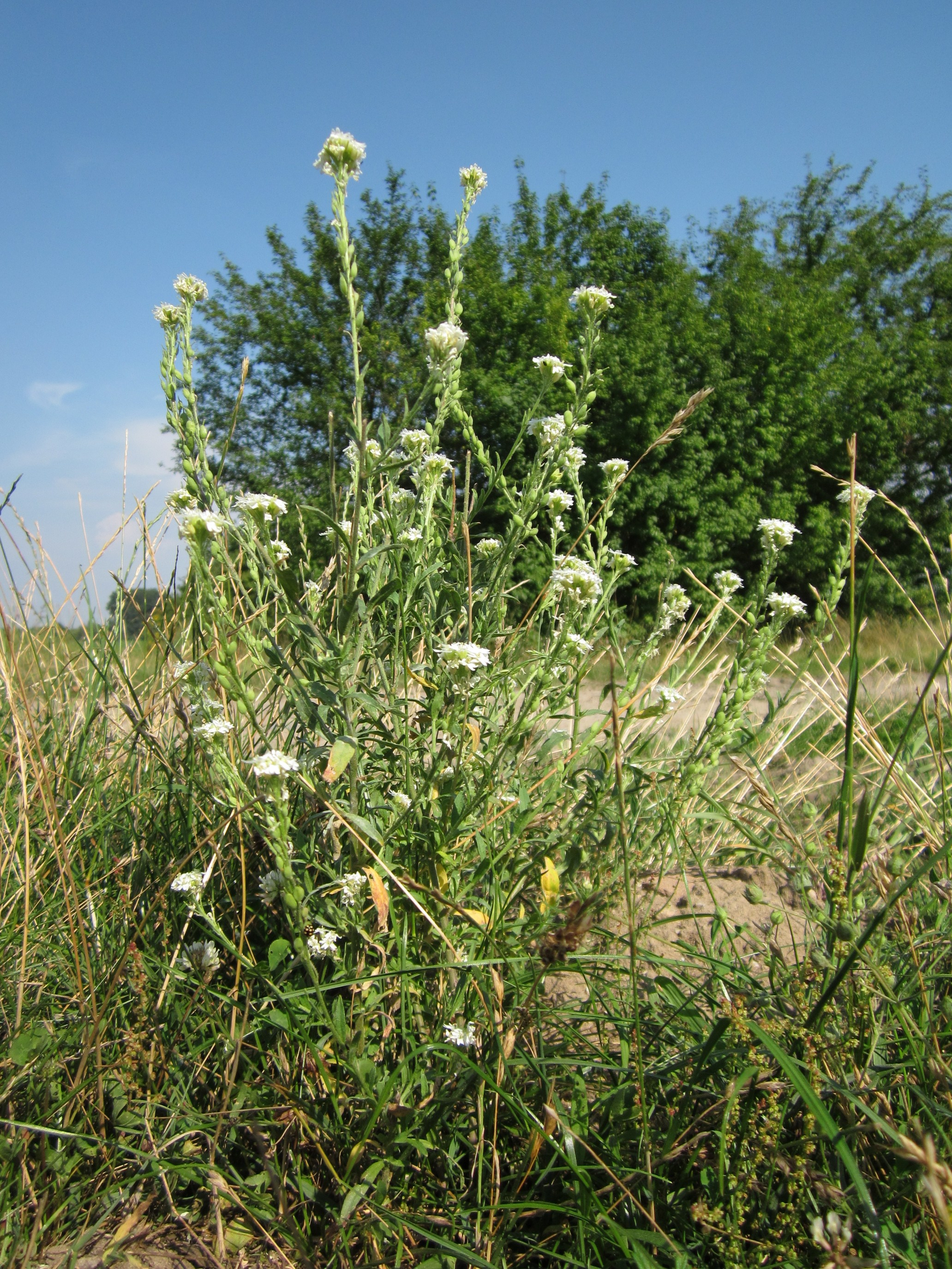
Pokrój
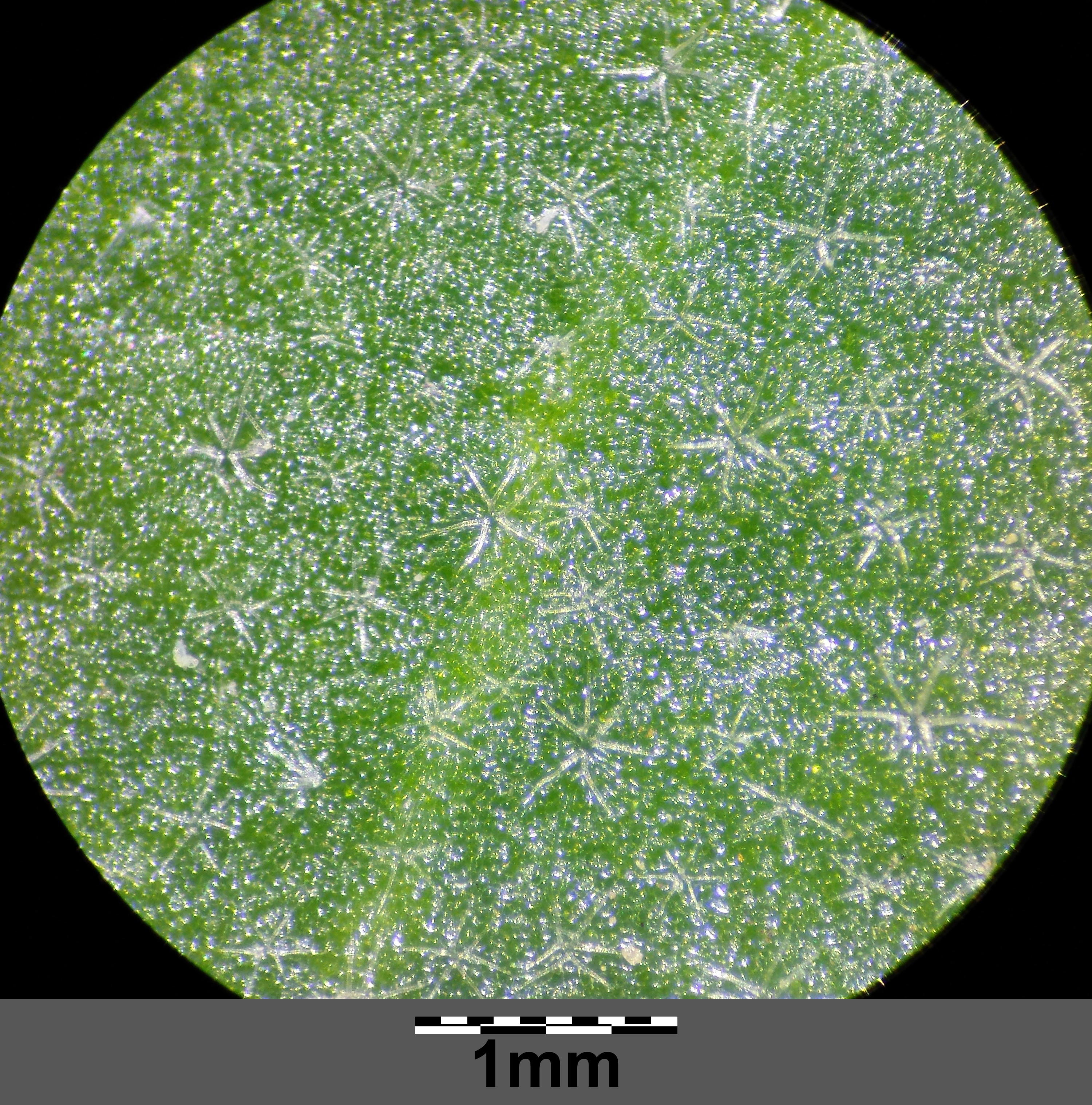
Włoski na wierzchu liścia
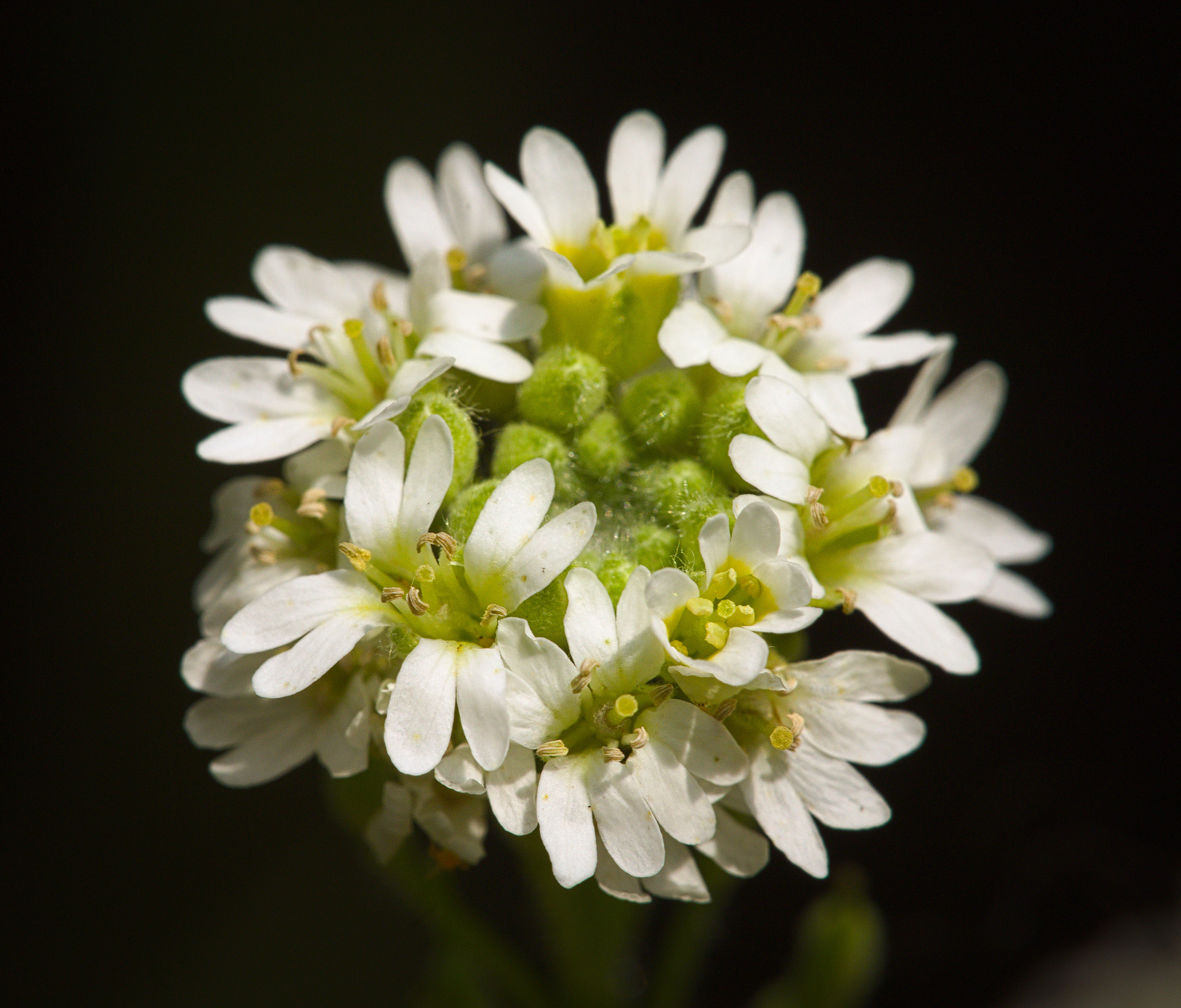
Kwiaty
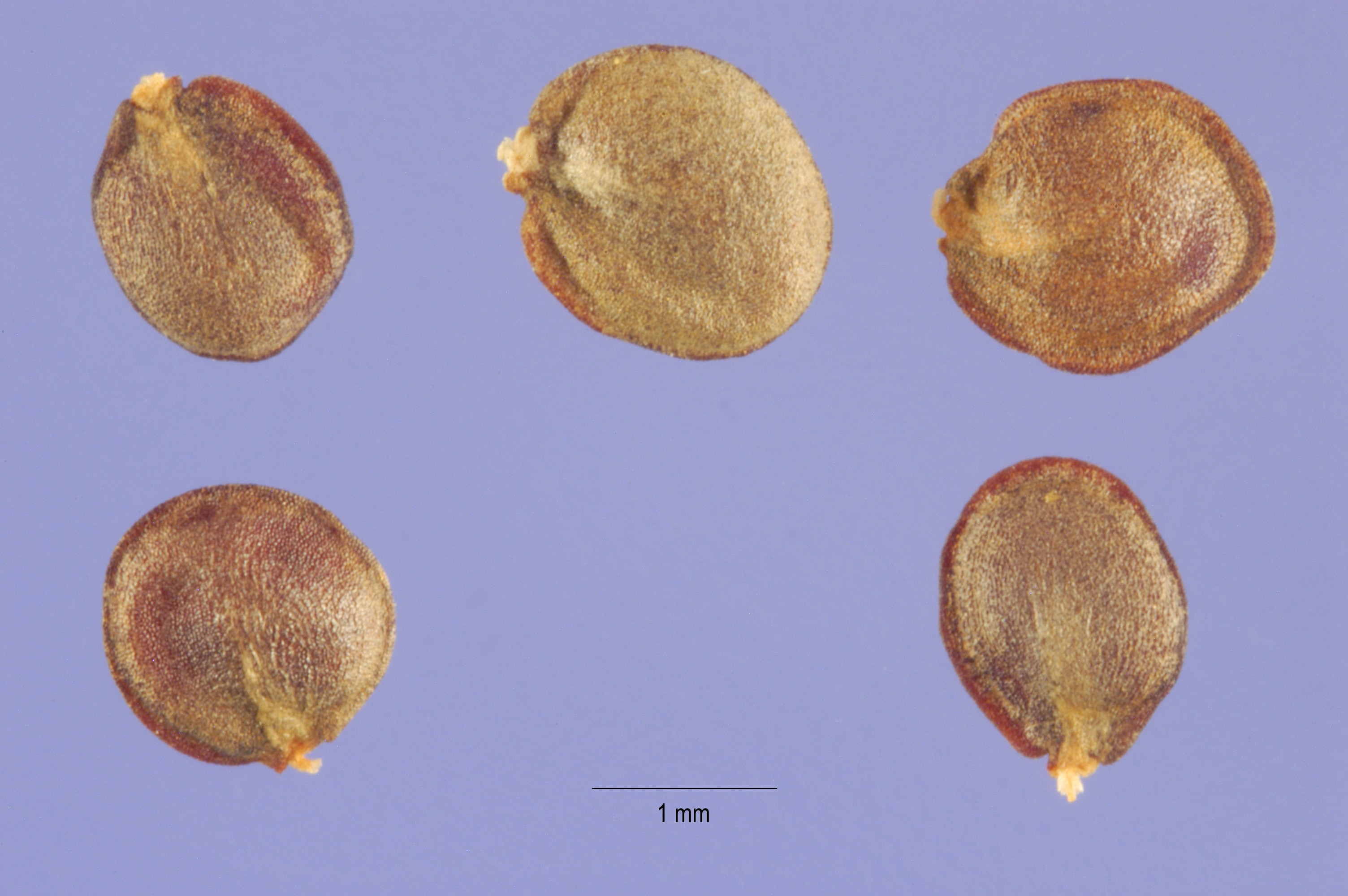
Nasiona

## Biologia i ekologia
Roślina jednoroczna, hemikryptofit. Kwitnie od maja do czerwca lub sierpnia. Owocuje od czerwca do września. Zapylana jest przez pszczoły. Roślina ruderalna, rośnie na siedliskach ruderalnych i segetalnych, takich jak pobocza dróg, pola, łąki i pastwiska, a także na suchych zboczach, piaskach czy brzegach rzek. W klasyfikacji zbiorowisk roślinnych gatunek charakterystyczny dla Ass. Berteroetum incanae. Liczba chromosomów 2n = 16.